# 高鎮位
高鎮位（？—？），號泰磐，浙江臨安縣（今杭州市臨安區）人，明朝政治人物。

## 生平
原名高金諾。萬曆十年（1582年）壬午科浙江鄉試舉人，改名鎮位。萬曆二十年（1592年），登第二甲第四十九名進士，吏部觀政，補授刑部主事，本年养病，二十五年補原职，二十七年京察降用。

## 家族
曾祖父高楹；祖父高逖；父親高時。從弟高金躰，萬曆辛丑進士。